# Dichapetalum rugosum
Dichapetalum rugosum är en tvåhjärtbladig växtart som först beskrevs av Vahl, och fick sitt nu gällande namn av Ghillean `Iain' Tolmie Prance. Dichapetalum rugosum ingår i släktet Dichapetalum och familjen Dichapetalaceae. Inga underarter finns listade i Catalogue of Life.